# コムビンザン

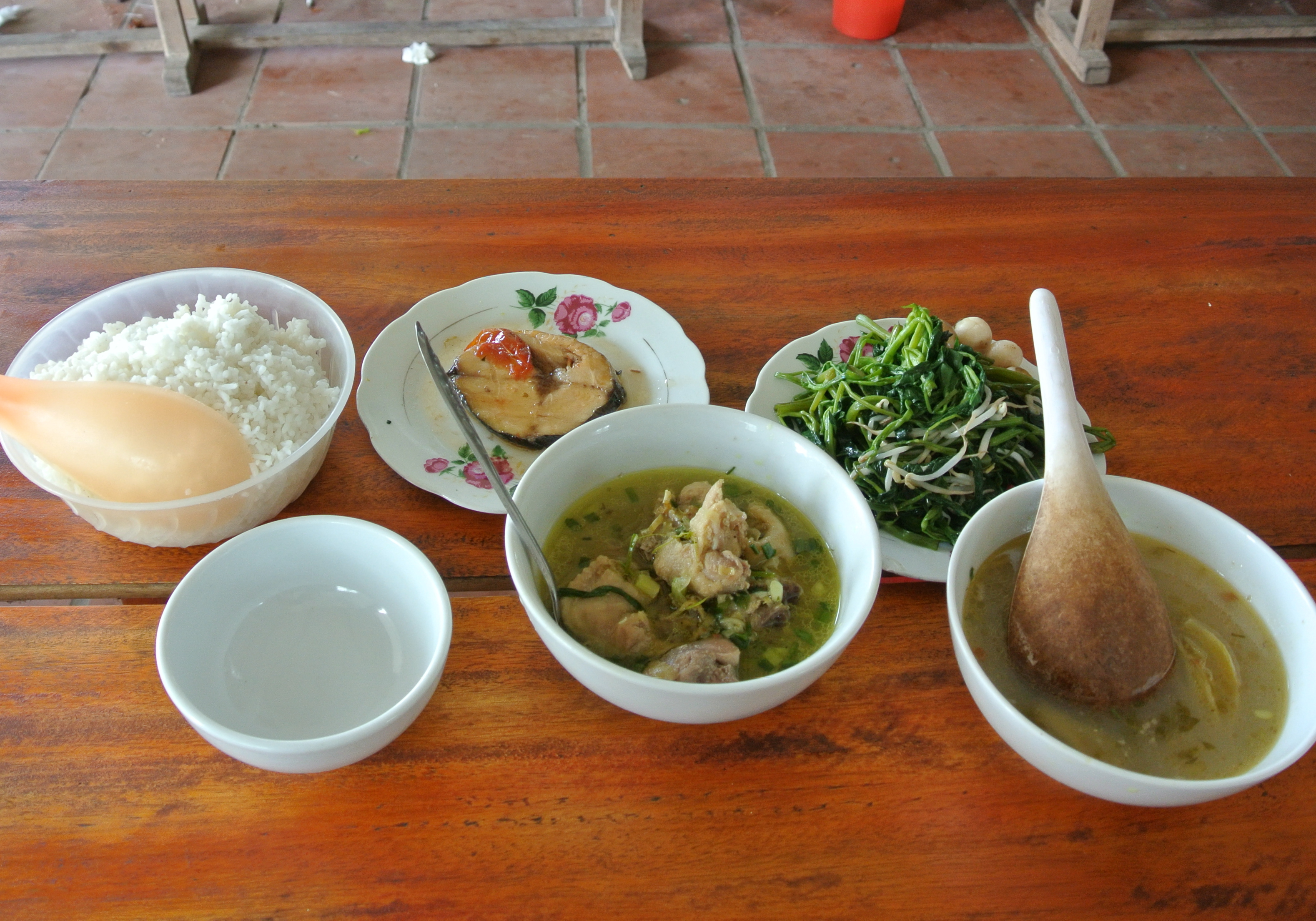
典型的なコムビンザン料理

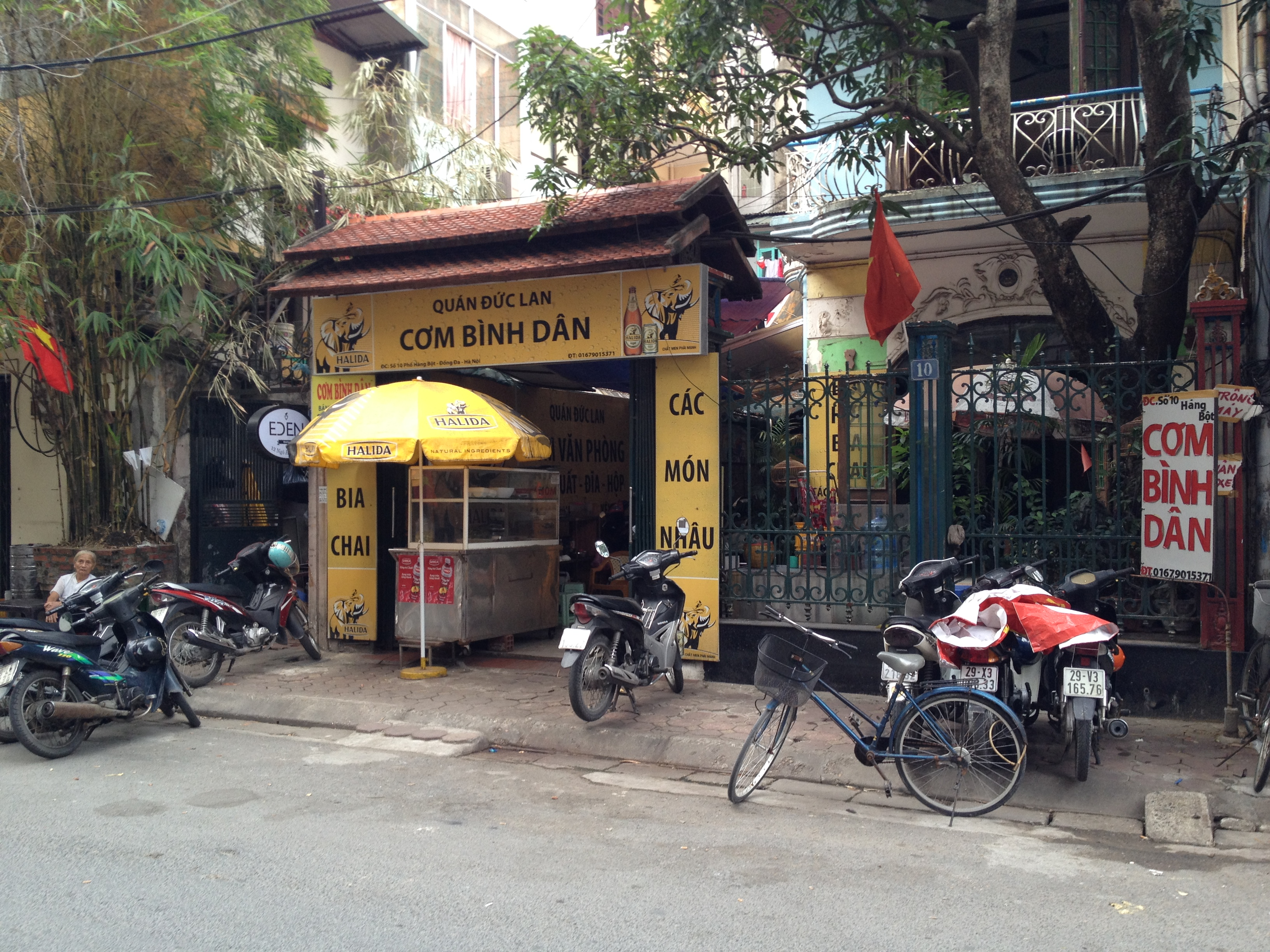
ベトナムのコムビンザン食堂

コムビンザン（ベトナム語：Cơm bình dân、チュノム：粓平民）またはコムブイ（Cơm bụi）とは、ベトナムにおける、米と数種類のおかずからなる安価な食事のこと。一般的なベトナム料理の一種であり、普通は屋台やレストランで売られているが、他の米料理も販売されることがあるため、必ずしもこれに限らない。原義は「平民の飯」の意。
コムビンザンは殆どの場合、大量の米、茹で野菜か漬物、スープ、数品の肉料理からなる。おかずとしては、豚肉や牛肉、鶏肉、卵、魚、穀物、野菜、豆腐、スープなどが並ぶことがある。箸とスプーンを使って食べることが多い。

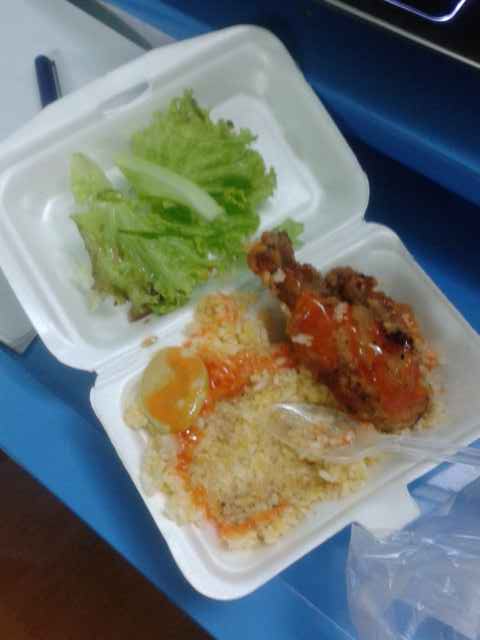
持ち帰りのコムビンザン

「平民の飯」という名の通り、コムビンザンは通常安価で、一般的なベトナム人にとっては手頃な価格となっている。